# المدرسة الألمانية سان شارل بورومي بالقاهرة
المدرسة الألمانية سان شارل بورومي بالقاهرة هي مدرسة ألمانية تقع في حي باب اللوق في القاهرة، تأسست عام 1904م.

## من خريجي المدرسة
- مريم فخر الدين.[1]

## وصلات خارجية
- (بالألمانية)

```
Deutsche Schule der Borromäerinnen Kairo
```

- (بالعربية) Deutsche Schule der Borromäerinnen Kairo